# 1927 Suvanto
1927 Suvanto (1936 FP) là một tiểu hành tinh vành đai chính được phát hiện ngày 18 tháng 3 năm 1936 bởi R. Suvanto ở Turku.